# Eurociné
Eurociné était une compagnie cinématographique française  et reprise par Marius Lesœur (bien que d'autres sources citent Marius Lesoeur comme fondateur), connue pour ses films d'exploitation, au nombre de 103. La société, spécialisée dans les films à petit budget, mise rapidement sur les coproductions avec l'Espagne qui offre des possibilités de tournage économiques. Parmi les réalisateurs de la maison de production, on peut citer l'Espagnol Jesús Franco (dès la fin des années 1960). Les acteurs sont internationaux, puisqu'on retrouve aussi bien le comédien suisse Howard Vernon, l'actrice espagnole Lina Romay (compagne de Jesus Franco), que des anglo-saxons comme Richard Harrison, Al Cliver, Christopher Mitchum, Mark Hamill, Chuck Connors ou Christopher Lee.
Eurociné a connu son âge d'or des années 1960 au milieu des années 1980, avant d'amorcer son déclin. Eurociné est assez représentative d'une production de cinéma bis français aujourd'hui disparu. Christophe Bier lui a consacré un documentaire, Eurociné 33 Champs-Elysées, qui fut présenté à la Cinémathèque française le 23 mars 2013, lors d'une soirée spéciale.
La société continue toutefois d'éditer son catalogue de films en VHS, puis en DVD (également exportés). Eurociné (572145092) a été finalement dissoute le 12 janvier 2015 et radiée le 30 septembre 2015.

## Quelques titres Eurociné
- 1952 : Zig et Puce sauvent Nénette, moyen métrage d'Yvan Noé et Georges Rollin
- 1952 : La Femme à l'orchidée de Raymond Leboursier
- 1955 : M'sieur la Caille de André Pergament
- 1956 : Ce soir les souris dansent de Juan Fortuny
- 1957 : Pas de grisbi pour Ricardo de Henri Lepage
- 1957 : Les Délinquants de Juan Fortuny
- 1959 : Sursis pour un vivant de Ottorino Franco Bertolini et Víctor Merenda
- 1960 : La Nuit des suspectes de Victor Merenda
- 1961 : Le bourreau attendra de José Antonio de la Loma et Robert Vernay
- 1962 : Certains l'aiment noire de Jesús Franco
- 1962 : L'Horrible docteur Orloff de Jesús Franco
- 1963 : Le cave est piégé ou Chasse à l'homme de Victor Merenda
- 1963 : Le Jaguar de Jesús Franco
- 1964 : Les Maîtresses du docteur Jekyll de Jesús Franco
- 1964 : Agent 077, opération Jamaïque de Jesús Franco
- 1968 : Nathalie, l'amour s'éveille (Le piccanti confessioni di una giovane studentessa) de Pierre Chevalier
- 1970 : Marchands de femmes de Pierre Chevalier et Juan Fortuny
- 1970 : Des filles pour les mercenaires ou Quatre déserteurs (Cuatro desertores) de Pascual Cervera[3]
- 1971 : Orloff et l'homme invisible de Pierre Chevalier
- 1972 : Zorro dans ses aventures galantes de Gilbert Roussel
- 1973 : Christina chez les morts vivants de Jesús Franco
- 1973 : Pigalle carrefour des illusions de Pierre Chevalier
- 1973 : Avortement clandestin ! de Pierre Chevalier
- 1974 : Hommes de joie pour femmes vicieuses de Pierre Chevalier
- 1974 : Convoi de femmes de Pierre Chevalier
- 1974 : Eugénie de Sade de Jesús Franco
- 1974 : La Maison des filles perdues de Pierre Chevalier
- 1974 : La Comtesse noire de Jesús Franco
- 1975 : Le Baiser du diable (La perversa caricia de Satan) de Jorge-Luis Gigo[4]
- 1975 : Les Orgies du Golden Saloon de Gilbert Roussel
- 1975 : L'Éventreur de Notre-Dame de Jesús Franco
- 1976 : Une cage dorée de Jesús Franco
- 1976 : L'Homme à la tête coupée de Juan Fortuny
- 1977 : Helga, la louve de Stilberg d'Alain Payet
- 1977 : Train spécial pour Hitler d'Alain Payet
- 1977 : Elsa Fräulein SS de Patrice Rhomm
- 1978 : Nathalie dans l'enfer nazi d'Alain Payet
- 1978 : Viol, la grande peur de Pierre Chevalier
- 1979 : Les Gardiennes du pénitencier d'Alain Deruelle
- 1979 : La Guerre du pétrole de Luigi Batzella
- 1980 : La Pension des surdoués de Pierre Chevalier[5]
- 1980 : Deux espionnes avec un petit slip à fleurs de Jesús Franco
- 1980 : Une fille pour les cannibales (Mondo cannibale III) de Jesús Franco
- 1981 : L'Abîme des morts vivants de Jesús Franco
- 1981 : Le Lac des morts vivants de Julian de Laserna et Jean Rollin
- 1981 : Terreur cannibale d'Alain Deruelle
- 1981 : Cecilia (Aberraciones sexuales de una mujer casada) d'Olivier Mathot[6]
- 1982 : La Chute de la maison Usher de Jesús Franco
- 1982 : Piège pour une femme seule (Altri desideri particolari) d'Olivier Mathot et Andrea Bianchi
- 1983 : Les Diamants du Kilimandjaro (El tesoro de la diosa blanca) d'Olivier Mathot et Jesús Franco
- 1984 : Commando Panther (Panther Squad) de Pierre Chevalier
- 1985 : Commando Mengele (L'Ange de la mort) d'Andrea Bianchi et Jesús Franco
- 1986 : Les Amazones du temple d'or (Tundra y el templo del sol) d'Alain Payet et Jesús Franco
- 1988 : Dark Mission : Les Fleurs du mal de Jesús Franco
- 1989 : Le commissaire épate le FBI d'Edmond Tiborovsky (téléfilm)
- 1989 : La Chute des aigles de Jesús Franco